# Andee
Andee, pseudonimo di Andrée-Anne Leclerc (Lévis, 1º novembre 1990), è una cantante canadese.

## Biografia
Andee si è avvicinata alla musica da bambina cantando nel coro della chiesa; ha successivamente imparato a suonare la chitarra e il pianoforte, e ha studiato canto pop e jazz. È salita alla ribalta nel 2012 con la sua partecipazione al talent show del Canada francofono Star Académie, dove è arrivata in semifinale, piazzandosi 4ª.
Nel 2014 la cantante ha firmato un contratto con l'etichetta discografica Universal Music Canada, su cui pochi mesi dopo ha pubblicato il suo singolo di debutto, Never Gone, che ha raggiunto la 40ª posizione della Billboard Canadian Hot 100. È stato seguito da un secondo singolo, Sorries, scritto da Pink, che si è fermato al 53º posto. Alla fine del 2014 la cantante ha aperto i concerti canadesi del Demi World Tour di Demi Lovato.
Never Gone e Sorries sono contenuti nell'album di debutto di Andee, Black and White Heart, uscito nella primavera del 2015, che ha debuttato alla 16ª posizione nella classifica Billboard Canadian Albums.

## Discografia

### Album in studio
- 2015 – Black and White Heart

### EP
- 2019 – One
- 2020 – Plus One

### Singoli
- 2014 – Never Gone
- 2014 – Sorries
- 2015 – Black and White Heart
- 2015 – Tu enflammes mon corps
- 2017 – Les jours
- 2019 – Cruel